# Hank Harris
Hank Harris – amerykański aktor, od końca lat dziewięćdziesiątych występujący w filmach i telewizji.
Najbardziej znany jest z roli Emory'ego Dicka w serialu młodzieżowym stacji The WB Asy z klasy (Popular). Zagrał także w filmach: Kod Merkury (Mercury Rising, 1998), u boku Bruce'a Willisa i Aleca Baldwina, Pumpkin (2002), w tytułowej roli jako Pumpkin Romanoff, u boku Christiny Ricci, Milwaukee, Minnesota (2003) oraz HellBent (2004), w którym wystąpił w jednej z drugoplanowych ról jako Joey. Jest też autorem scenariusza do filmu Sign of the Times z 1999 roku.
Urodził się i dorastał w miejscowości Duluth w stanie Minnesota. Obecnie mieszka wraz ze swoją żoną, architekt Elizabeth Timme, w Cambridge w stanie Massachusetts.